# Грезет
Грезет, грізет (від фр. gris — сірий) — вовняна або низькосортна шовкова тканина з дрібним квітковим візерунком такого самого кольору, переважно сірого. Також одяг із такої тканини. В старосвітські часи грізет в Україні був ознакою багатства, розкошу.